# خانم مارول (مجموعه تلویزیونی)
خانم مارول (به انگلیسی: Ms. Marvel) یک مینی‌سریال تلویزیونی آمریکایی محصول سرویس استریم دیزنی پلاس است که توسط بیشا کی. علی بر اساس کاراکتر کامالا خان / خانم مارول از مارول کامیکس ساخته شده‌ است. این هفتمین مجموعه تلویزیونی در دنیای سینمایی مارول (MCU) است که توسط مارول استودیوز تولید شده‌است و با فیلم‌های این فرنچایز تداوم دارد. این مجموعه به کامالا خان، یک دختر ۱۶ ساله از طرفداران انتقام‌جویان می‌پردازد که در تلاش است خود را با قدرت‌هایی که به دست آورده هماهنگ کند. بیشا کی. علی سرپرست نویسندگان این مجموعه و عادل و بلال (عادل العربی و بلال فلاح) سرپرست تیم کارگردانی را بر عهده داشته‌اند.
ایمان ولانی نقش کامالا خان / خانم مارول را ایفا کرده‌است و مت لینتز، یاسمین فلچر، زنوبیا شرف، موهان کاپور، ساگار شیخ، لورل مارسدن، ازهر عثمان، ریش شاه، آرین مؤید، آلیسیا رینر، لیث نتراوینراچا، و اسپرینگر از دیگر بازیگران این مجموعه هستند. این مجموعه در اوت ۲۰۱۹ با دخیل‌بودن بیشا کی. علی در آن اعلام شد. ولانی در سپتامبر ۲۰۲۰ انتخاب شد و العربی و فلاح، میرا منون و شرمین عبید چنائی به عنوان کارگردان‌های مجموعه استخدام شدند. فیلم‌برداری در اوایل نوامبر ۲۰۲۰ آغاز شد که آتلانتا، جورجیا و نیوجرسی از لوکیشن‌های فیلمبرداری بودند و در می ۲۰۲۱ در تایلند به پایان رسید.
خانم مارول در ۸ ژوئن ۲۰۲۲ نمایش داده شد و شامل شش قسمت بود که در ۱۳ ژوئیه به پایان رسید. این مجموعه بخشی از فاز چهارم دنیای سینمایی مارول است. همچنین این مجموعه مقدمه‌چینی فیلم مارول‌ها (۲۰۲۳) است که در آن ولانی نقش خان را به همراه سایر بازیگران این مجموعه ایفا خواهد کرد. این مجموعه نقدهای مثبتی را از طرف منتقدان دریافت کرد و خصوصاً از نقش‌آفرینی ولانی ستایش شد.

## داستان
کامالا خان، یک دختر ۱۶ ساله که از طرفداران انتقام‌جویان، به ویژه کاپیتان مارول است، تلاش می‌کند تا زمانی که قدرت خود را به دست می‌آورد، خود را با آن هماهنگ کند.

## بازیگران
- ایمان ولانی در نقش کامالا خان / خانم مارول: یک دانش آموز ۱۶ ساله پاکستانی-آمریکایی دبیرستانی از جرزی سیتی که یک هنرمند و گیمر مشتاق است و فن فیکشن ابرقهرمانی دربارهٔ قهرمانانی مانند کاپیتان مارول (کارول دنورز) می‌نویسد.[۲][۳] خان توانایی مهار انرژی کیهانی و ایجاد سازه‌های نور سخت را از یک النگو جادویی به دست می‌آورد.[۴][۵] ثنا امانت تهیه‌کنندهٔ اجرایی، گفت که خان با «چشم‌های روشن و مشتاق، چشم‌انداز پایه‌ای» را به دنیای سینمایی مارول ارائه کرد. ولانی خاطرنشان کرد که خان به جای نگرانی در مورد دبیرستان، پسران و روابط، یا نمایش‌های خانوادگی، فرهنگ و مذهب، از سادگی یک زندگی با قدرت لذت می‌برد.[۶] او همچنین اضافه کرد که این شخصیت به دلیل پیشینه مشابه، قومیت و عشق به دنیای مارول، «خیلی شبیه به من است».[۷] بیشا ک. علی، سرنویسندهٔ فیلم، خان را به عنوان یک «آواتار» برای تمام بینندگانی که با MCU بزرگ شده بودند توصیف کرد.[۸]
- مت لینتز در نقش برونو کارلی:[۹] بهترین دوست کامالا که مخفیانه عاشق او است.[۱۰][۱۱] لینتز کارلی را «بسیار وفادار» به کامالا نامید، بیشتر پس از آن که او قدرت خود را بدست آورد، زیرا پویایی جدیدی بین آنها ایجاد می‌کند.[۱۲]: ۷
- یاسمین فلچر در نقش ناکیا بهادر: دوست صمیمی کامالا.[۱۳] فلچر بهادر را شخصیتی قوی می‌نامد که «نظر می‌دهد و حاضر است برای هر چیزی که به آن اعتقاد دارد بجنگد» و همچنین شخصیتی که «بسیاری از کلیشه‌های دختران با حجاب را به تصویر می‌کشد».[۱۲]: ۷–۸
- زنوبیا شراف در نقش منیبا خان: مادر کامالا و همسر یوسف.[۱۴] او نسبت به کامالا سخت‌گیرتر از یوسف است، شروف می‌گوید که این از آگاهی او از پتانسیل کامالا ناشی می‌شود، در حالی که هنوز می‌خواهد «از او در برابر همه اینها محافظت کند».[۱۲]: ۸
- موهان کاپور در نقش یوسف خان: پدر کامالا و شوهر منیبه.[۱۴] کاپور یوسف را «مردی خونگرم و دلسوز» توصیف کرد که درک بیشتری از کامالا و رویاهایش نسبت به منیبا دارد.[۱۲]: ۸
- ساگار شیخ در نقش امیر خان: برادر بزرگتر کامالا.[۱۵] شیخ، شخصیت امیر را «فردی گوشه‌گیر و آنقدر که فکر می‌کند خنده‌دار نیست» توصیف کرد که بسیار مذهبی است و به عنوان واسطه بین کامالا و والدین آنها عمل می‌کند.[۱۲]: ۸–۹
- لورل مارسدن در نقش زوئی زیمر: محبوب‌ترین دختر دبیرستان کامالا و تأثیرگذار رسانه‌های اجتماعی.[۱۵]
- ازهر عثمان در نقش نجف: یک فروشنده غذای حلال آشنا با کامالا.[۱۲]: ۱۵
- ریش شاه در نقش کامران: پسری که کامالا دوستش دارد.[۱۴] شاه معتقد بود که کامران می‌تواند به راحتی با کامالا ارتباط برقرار کند، زیرا او «فقدان تعلق و اجتماع» دارد و می‌تواند خود را از نظر فرهنگی در اطراف او ابراز کند.[۱۲]: ۹
- آرین مؤید در نقش پی. کلیری: مأمور اداره کنترل خسارت (DODC).[۱۶]
- آلیسیا رینر در نقش سدی دیور: یک مأمور DODC که با کلیری کار می‌کند.[۱۶]
- لیث نکلی در نقش شیخ عبدالله: امام جماعت مسجد کامالا.[۱۵]
- نیمرا بوچا در نقش نجما: مادر کامران و یک جن، که رهبر مخفی‌هاست که سعی می‌کنند پس از تبعید به زمین به بعد خانه‌شان نور برگردند.[۱۵]
- تراوینا اسپرینگر در نقش تایشا هیلمن: همسر امیر.[۱۵]
- آداکو اونونوگبو در نقش فریها: یکی از اعضای مخفی که نیزه به دست می‌گیرد.[۱۵]
- ثمینا احمد در نقش سانا: مادربزرگ کامالا که در کراچی پاکستان زندگی می‌کند.[۱۷] زاین عثمان یک سانای جوان را به تصویر می‌کشد.[نیازمند منبع]
- فؤاد افضل خان در نقش حسن: پدربزرگ کامالا.[۱۸]
- مهوش حیات در نقش عایشه: مادربزرگ کامالا و صاحب اصلی النگو.[۱۹]
- فرهان اختر در نقش ولید: رهبر باند رِد دَگِرز (Red Daggers؛ خنجر سرخ‌ها)، گروهی از مراقبان که روبان سرخ می‌پوشند و خنجرهای پرتابی به کار می‌برند.[۱۷]
- آرامیس نایت در نقش کریم / خنجر سرخ: عضوی از باند خنجر سرخ‌ها.[۱۷]

در سریال آنجلی بهمانی و سوفیا محمود نقش‌های تکرارشونده‌ای به عنوان خاله‌ها روبی و زارا را برعهده دارند. ستاره‌های مهمان اضافی شامل جردن فرستمن در نقش گیب ویلسون مشاور مدرسه؛ علی الصالح و دن کارتر در نقش‌های آدم و سلیم، اعضای مخفی که به ترتیب دارای گرز طلایی و شلاق قوی هستند؛ وردا عزیز و اسفندیار خان به ترتیب به عنوان پسر عموی کامالا، زینب و اویس؛ و علی خان در نقشی نامعلوم. رایان پناگوس، معاون و مدیر اجرایی خلاق مارول انترتینمنت، حضوری کوتاه در نقش مجری مسابقهٔ «کازپلی» دارد. کارگردانان عادل العربی و بلال فلاح به ترتیب در نقش‌های یک مرد در مسجد و یکی از «برادران مسجد» ظاهر می‌شوند در حالی که امانت در مراسم عروسی عامر و هیلمن ظاهر می‌شود.

## بازخورد
| - درصد بررسی‌های مثبت ردیابی‌شده توسط راتن تومیتوز | |
|                                                  | به‌دلیل برخی مشکلات فنی، نمودارها موقتاً قابل مشاهده نیستند. اطلاعات بیشتر پیرامون این مشکل در فابریکاتور و وبگاه مدیاویکی در دسترس است. |

وبگاه نقد و بررسی راتن تومیتوز بر اساس نظر ۲۶۱ منتقد، امتیاز ۹۸٪ با نمرهٔ ۸٫۲۰/۱۰ را به این مجموعه اختصاص داده‌است. اجماع منتقدان این وبگاه چنین می‌نویسد: «خانم مارول واقعاً یک افزودهٔ جدید به دنیای سینمایی مارول است—هم از نظر سبکی و هم از نظر اساسی—با بازی ایمان ولانی که با کاریزمای فوق‌العاده بزرگش به خوبی به روند کار کمک می‌کند.» این مجموعه در متاکریتیک بر اساس نظر ۲۳ منتقد، امتیاز ۷۸ از ۱۰۰ را به خود اختصاص داده‌است که نشانگر «بازبینی‌های عموماً مطلوب» است.
پس از انتشار قسمت اول، این سریال در سایت IMDb با نقدهای منفی یک ستاره بمباران شد. نقدهای متعددی نیز ارسال شدند که برخی از منتقدان نسبت به جنبه‌های خانواده‌دوست سریال یا تغییر قدرت‌های خان ابراز بیزاری می‌کردند، در حالی که برخی دیگر با ذکر کاپیتان مارول، سریال را «ووک» نامیدند. بسیاری نیز از شخصیت کامالا خان ابراز انزجار کردند.

## آینده
در طی اعلام رسمی ساخت این مجموعه در رویداد D23، فایگی گفت که پس از معرفی خانم مارول در این مجموعه، این شخصیت به فیلم‌های دنیای سینمایی مارول وارد خواهد شد. پیش از این، بری لارسون، ستارهٔ کاپیتان مارول (۲۰۱۹) علاقه خود را به حضور خانم مارول در دنبالهٔ آن فیلم ابراز کرد و تأیید شد که ولانی در دنباله کاپیتان مارول یعنی مارول‌ها (۲۰۲۳) حضور خواهد داشت. در فوریه ۲۰۲۱، فایگی اعلام کرد که خانم مارول مقدمه‌ چینی فیلم مارول‌ها خواهد بود. علاوه بر این، شیخ، شروف و کاپور نقش‌های مربوطه خود را به عنوان اعضای خانواده خان در مارول‌ها ایفا می‌کنند.